# 星紋二列鰓
星纹二列鳃（學名：Bornella stellifer），又名星斑二列鰓或指状二列鳃（Bornella digitata），是二列鰓海牛科二列鰓屬的一個海蛞蝓物種，屬於一種裸鰓目的腹足綱軟體動物。

## 分佈
生活於中華民國的東中國海海域、南中國海的香港及海南省海域、日本、菲律賓、太平洋島嶼、印度、斯里兰卡、红海、地中海、非洲东岸及印度洋岛屿，也見於台灣海峽的東吉嶼，是各物種分佈最廣泛的一個物種。

## 外部連結
- 維基物種上的相關：星紋二列鰓